# Fatih Akın
Fatih Akın (alternativně Fatih Akin; * 25. srpna 1973, Hamburk (čtvrť Altona)) je německý filmový režisér a scenárista tureckého původu. V roce 2004 obdržel Evropskou filmovou cenu za film Proti zdi (orig. Gegen die Wand). Je také autorem filmu Tschick, který byl natočen v roce 2016 na motivy úspěšného románu tragicky zemřelého německého spisovatele Wolfganga Herrndorfa.